# Jackie Davis
Jackie Davis (* 13. Dezember 1920 in Jacksonville (Florida); † 2. November 1999 ebenda) war ein US-amerikanischer Soul-Jazz-Organist.
Jackie Davis zählt zu den frühen Jazz-Organisten wie Wild Bill Davis, Milt Buckner und Bill Doggett. Er trat schon als Kind rund um seine Heimatstadt als Pianist auf und gehörte dann einer Band und einem 19-köpfigen Orchester an. Nach seinem Studium experimentierte er mit einer Pfeifenorgel und wechselte schließlich zur neuen Hammond-Orgel. Beeinflusst vom Orgelspiel Wild Bill Davis’ und Bill Doggetts spielte er in der Band von Louis Jordan und begleitete Dinah Washington 1953/54 bei Aufnahmen für Mercury („Don't Get Around Much Anymore“). Ab der Mitte der 1950er Jahre begann Davis, eigene Aufnahmesessions zu leiten und nahm in den nächsten 16 Jahren Alben für verschiedene Label wie Kapp oder Capitol auf mit Titeln wie Tiger on the Hammond, Big Beat Hammond oder Hi-Fi Hammond, meist im gängigen Soul Jazz Idiom mit Cover-Versionen von Pop-Standards. Eine Ausnahme war das Bläser-Album Meets the Trombones mit Frank Rosolino, Irving Ashby und weiteren Musikern. 1978 begleitete er mit Louis Bellson die Sängerin Ella Fitzgerald auf ihrem Pablo-Album Lady Time; 1980 hatte er mit einem Album für EMI ein Comeback; er trat auch in der Komödie Caddyshack auf. Jackie Davis arbeitete meist in seiner Heimatstadt Jacksonville, wo er im November 1999 nach einem Schlaganfall starb.

## Diskographische Hinweise
- Jumpin´Jackie (Capitol, 1957)
- Chasing Shadows (Capitol)
- Jackie Davis Meets the Trombones (Capitol, 1959)
- Easy Does It (Warner Brothers, 1969)
- Jackie Davis (EMI, 1980)